# کرن لیک (کالیفرنیا)
کرن لیک (به انگلیسی: Kern Lake) یک منطقهٔ مسکونی در ایالات متحده آمریکا است که در شهرستان کرن، کالیفرنیا واقع شده‌است. کرن لیک ۸۶ متر بالاتر از سطح دریا واقع شده‌است.